# Elezioni del Soviet Supremo dell'Unione Sovietica del 1937
Le elezioni del Soviet Supremo dell'Unione Sovietica del 1937 si tennero il 12 dicembre di quell'anno e furono le prime ad essere regolate dalla nuova Costituzione sovietica del 1936.

## Sistema elettorale
La Costituzione dell'Unione Sovietica approvata dal Congresso dei Soviet il 5 dicembre 1936 riorganizzò l'apparato statale del Paese e stabilì che le elezioni fossero dirette, universali, uguali e segrete. Si superava quindi il precedente modello di elezione indiretta dei membri dei Soviet dei vari livelli e delle limitazioni e ponderazioni dei voti in base alla classe sociale di appartenenza dell'elettore. Su questa base nel luglio 1937 vennero approvate dal Comitato esecutivo centrale dell'URSS le "Disposizioni sulle elezioni del Soviet Supremo".
Le nuove normative prevedevano che i deputati delle due camere, il Soviet dell'Unione e il Soviet delle Nazionalità, venissero eletti con il sistema maggioritario in circoscrizioni elettorali determinate in base a criteri fissati dalla Costituzione: nel Soviet dell'Unione veniva eletto un deputato ogni 300 000 abitanti, mentre il Soviet delle Nazionalità garantiva la rappresentanza di 25 deputati per ogni Repubblica federata, 11 per ogni Repubblica autonoma, cinque per ogni oblast' autonoma e uno per ogni circondario nazionale.
Il diritto di elettorato attivo e passivo era garantito dalla Costituzione ai cittadini che avessero compiuto i 18 anni di età.

## Presentazione delle candidature
La selezione dei candidati per il Soviet Supremo era riservata alle organizzazioni sociali di tutti i livelli e alle assemblee dei lavoratori, dei funzionari e dei militari, che dovevano provvedere a registrare le candidature presso la Commissione di circoscrizione competente presentando il verbale della riunione che le aveva deliberate. Le organizzazioni avevano quindi il diritto di fare propaganda per il candidato attraverso riunioni, materiali a stampa ed altri mezzi fino al giorno delle elezioni, durante il quale era imposto il silenzio elettorale.
La normativa elettorale non escludeva la presentazione di più di un candidato per ogni circoscrizione, tuttavia nella pratica si concretizzò l'idea di presentare in ogni circoscrizione un solo candidato che facesse riferimento al cosiddetto blocco dei comunisti e dei senza partito: ciò tenuto anche conto della difficoltà che avrebbe avuto il PCU(b) a presentare propri membri in tutti i seggi di tutti i Soviet; del rischio di una perdita di credibilità del partito legata ai numerosi processi in corso contro suoi membri nell'ambito delle Grandi purghe; e del fatto che in quel periodo anche a livello internazionale le forze democratiche stavano portando avanti processi unitari alla luce dell'elaborazione da parte del VII Congresso del Comintern, che si era tenuto nel 1935, della politica dei fronti popolari in contrapposizione alla crescita della minaccia fascista.
In tal modo le elezioni, anziché basarsi sulla concorrenza fra candidati alternativi, si configurarono come un plebiscito sull'operato dello Stato sovietico da esprimersi attraverso un voto favorevole o contrario al candidato presente nella propria circoscrizione.

## Svolgimento del voto

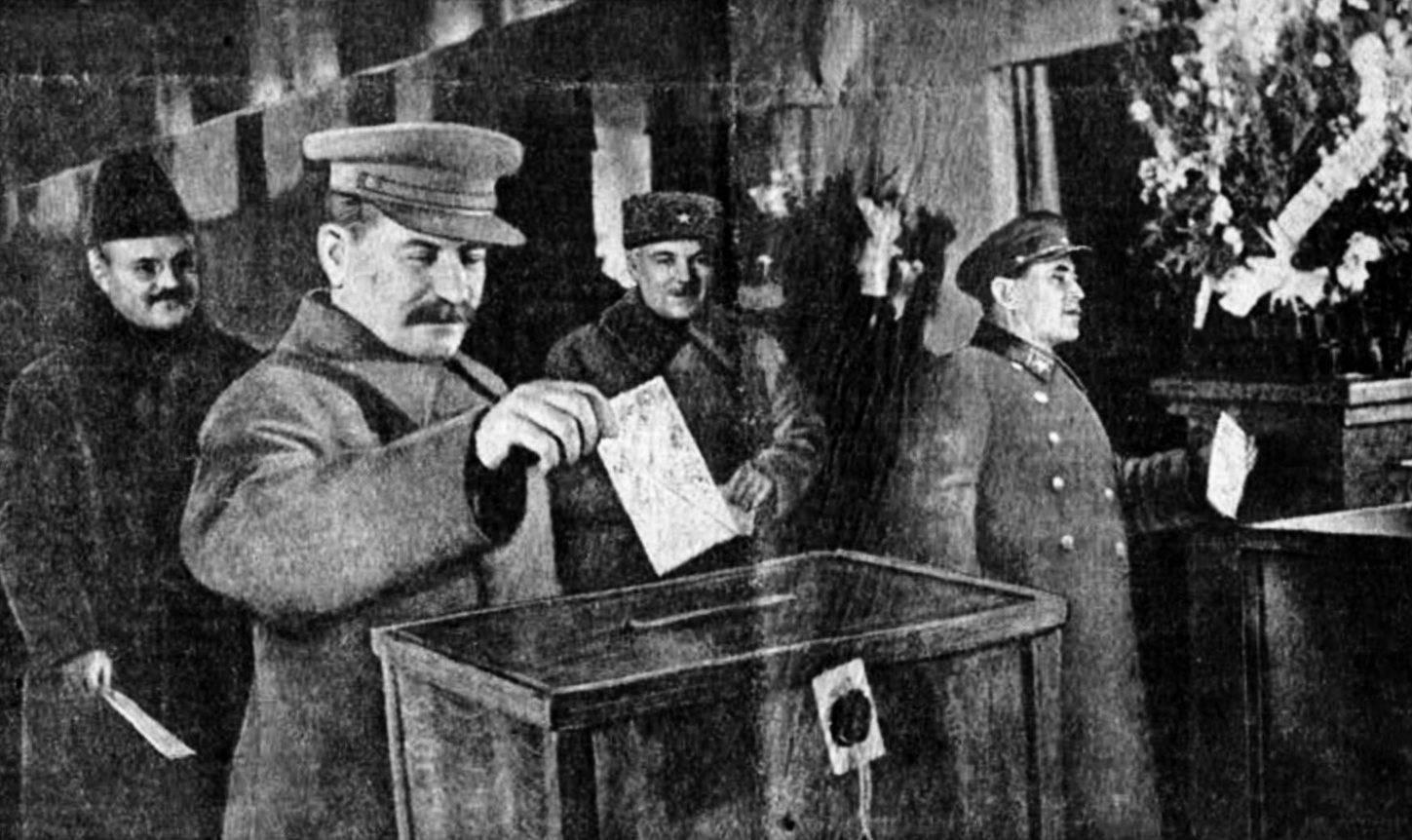
Stalin, Molotov, Vorošilov e Ežov votano alle elezioni per il Soviet Supremo del 1937

I seggi furono aperti dalle 6 alle 24 del 12 dicembre 1937. Si recò alle urne il 96,8% dei 94 138 159 cittadini aventi diritto. Numerosi elettori arrivarono alle urne già all'orario di apertura, secondo una consuetudine che per molti cittadini sovietici si sarebbe conservata per tutta la vita. Una volta al seggio, l'elettore riceveva il bollettino e aveva diritto di recarsi nella cabina per esprimere il voto, sebbene molti preferissero votare senza isolarsi. Le sezioni elettorali di ogni circoscrizione erano organizzate tenendo conto che in ciascuna di esse risiedesse un massimo di 2 500 abitanti, mentre il numero minimo dipendeva dalle caratteristiche geografiche e amministrativo-territoriali. L'elettore era obbligato a presentarsi al seggio di persona e non erano ammessi voti anticipati, per delega o attraverso urne mobili. Per l'organizzazione e lo svolgimento delle elezioni erano state istituite Commissioni elettorali il cui livello superiore era costituito dalla Commissione elettorale centrale dell'URSS. Per le violazioni delle normative elettorali erano previste severe sanzioni: ad esempio, ostacolare la concretizzazione del diritto di voto attivo e passivo portava alla reclusione fino a due anni, fino a tre anni la falsificazione di documenti. Ai seggi c'erano locali per la registrazione degli elettori, una sala d'attesa, uno spazio dove si trovavano le cabine elettorali e un ulteriore locale con le urne. In molti casi vi erano anche punti di soccorso medico e sale giochi per i bambini. Su tutti gli spazi vigilavano i membri della Commissione elettorale.
La partecipazione alle elezioni, dopo l'approvazione della Costituzione del 1936, divenne per la grande maggioranza dei cittadini sovietici un diritto-dovere civico particolarmente sentito e fu accompagnata dallo studio della Costituzione e delle normative elettorali, e dall'organizzazione di riunioni, incontri e dimostrazioni di supporto al processo elettorale. Per molti cittadini il contesto delle elezioni fu vissuto, nel 1937 come in seguito, come un giorno di grande festa.

## Risultati

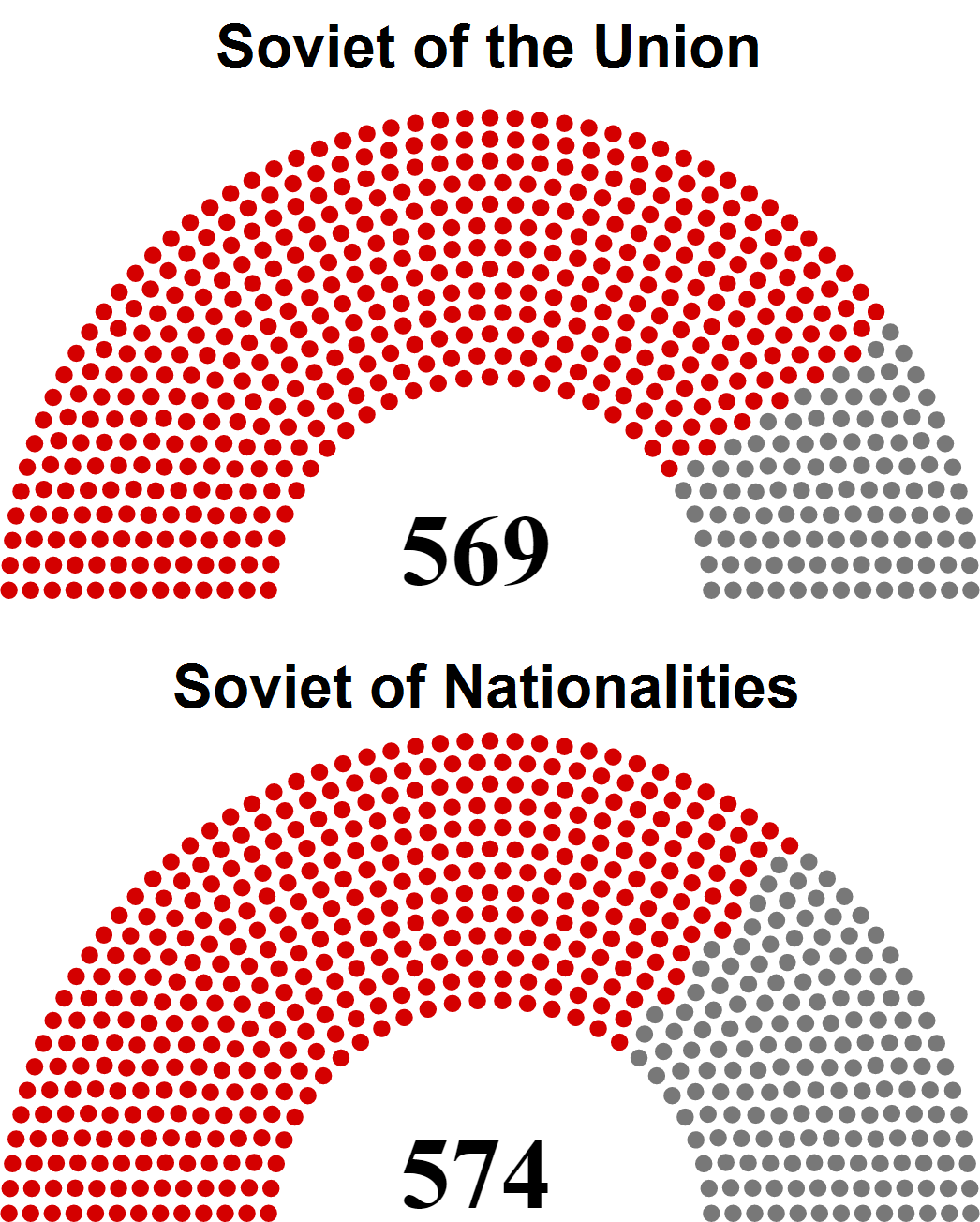
Distribuzione dei seggi

| Coalizione                               | Partito                                          | Soviet dell'Unione | Soviet dell'Unione | Soviet dell'Unione | Soviet delle Nazionalità | Soviet delle Nazionalità | Soviet delle Nazionalità |
| Coalizione                               | Partito                                          | Voti               | %                  | Seggi              | Voti                     | %                        | Seggi                    |
| ---------------------------------------- | ------------------------------------------------ | ------------------ | ------------------ | ------------------ | ------------------------ | ------------------------ | ------------------------ |
| Blocco dei comunisti e dei senza partito | Partito Comunista di tutta l'Unione (bolscevico) | 89 844 271         | 99,30              | 461                | 89 063 169               | 99,37                    | 409                      |
| Blocco dei comunisti e dei senza partito | Indipendenti                                     | 89 844 271         | 99,30              | 108                | 89 063 169               | 99,37                    | 165                      |
| Voti contrari                            | Voti contrari                                    | 632 074            | 0,70               | –                  | 562 402                  | 0,63                     | –                        |
| Schede bianche e nulle                   | Schede bianche e nulle                           | 636 808            | –                  | –                  | 1 487 582                | –                        | –                        |
| Totale                                   | Totale                                           | 91 113 153         | 100                | 569                | 91 113 153               | 100                      | 574                      |
| Voti registrati/affluenza                | Voti registrati/affluenza                        | 94 138 159         | 96,79              | –                  | 94 138 159               | 96,79                    | –                        |
| Fonte: Nohlen, Stöver                    |                                                  |                    |                    |                    |                          |                          |                          |

## Deputati eletti
La percentuale di voti a favore dei candidati del blocco dei comunisti e dei senza partito superò il 99% in entrambe le camere. Dei deputati eletti, 855 erano membri del PCU(b) e 288 erano indipendenti. Il primo Soviet Supremo dell'Unione Sovietica vide tra i propri componenti operai famosi per la loro produttività, come Aleksej Stachanov, accanto ad alcuni dei più rilevanti esponenti della scienza e dell'arte, come Aleksej Bach, Aleksej Tolstoj, Michail Šolochov, Ekaterina Korčagina, oltre a funzionari del partito, dei Soviet, delle organizzazioni economiche e sociali, militari. Tra gli eletti vi furono 189 donne, 13 deputati di età inferiore ai 20 anni, 84 più giovani di 25 anni.